# Tunelurile Carmel

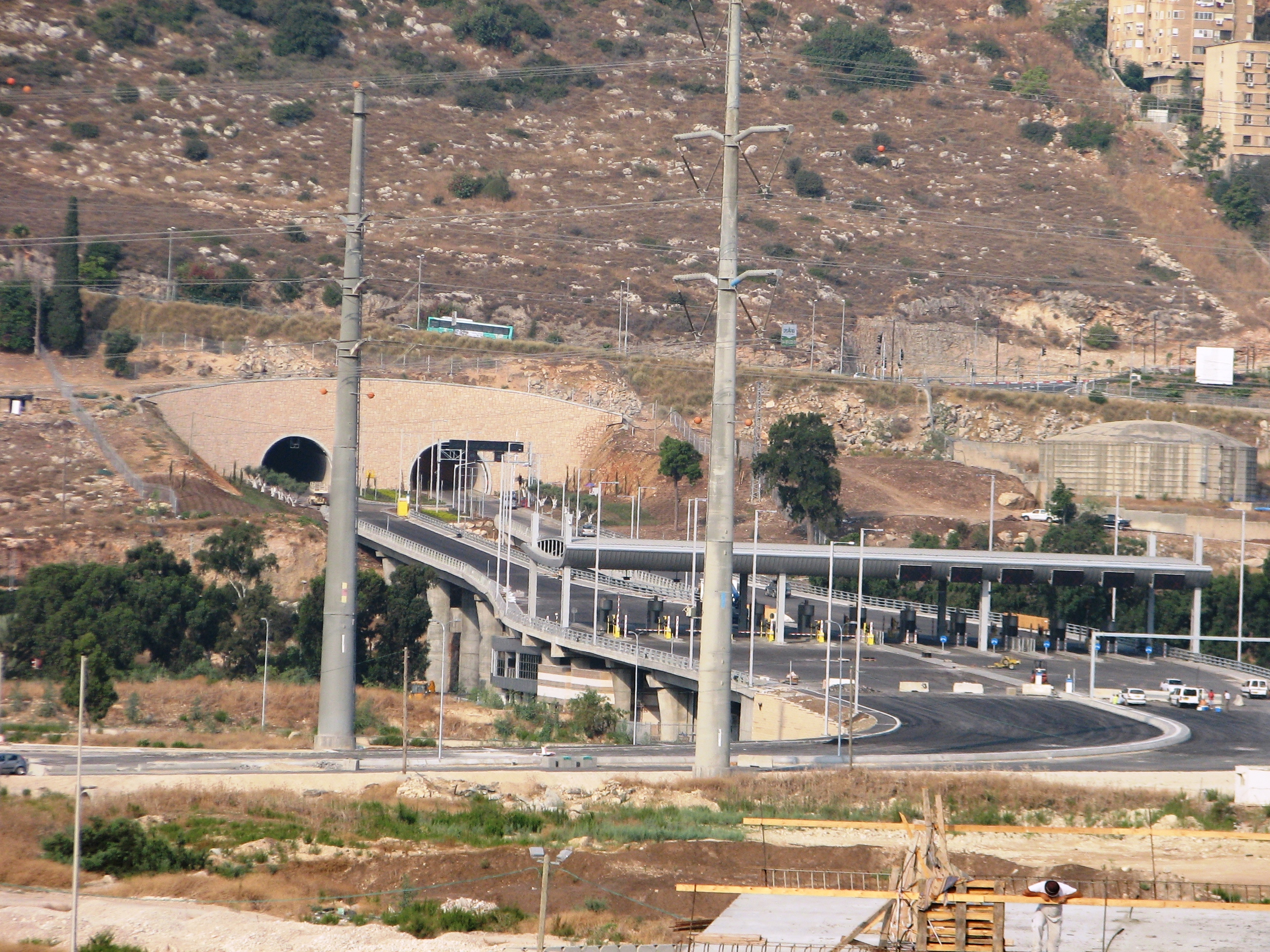
Intrarea în tunel la Check Post.

Autostrada 23, mai cunoscută sub numele de „Tunelurile Carmel” (în ebraică מנהרות הכרמל, transliterat: Minharot HaCarmel), sunt un set de tuneluri cu taxă în Haifa, Israel. Scopul tunelurilor este de a reduce congestia rutieră în zona Haifa și de a oferi o rută alternativă de a ajunge în părțile estice și centrale ale orașului,